# Éclipse solaire du 17 avril 1912
L'éclipse solaire du 17 avril 1912 est une éclipse solaire hybride.

## Parcours
La phase centrale (annulaire) a commencé à l'intérieur des terres en Amérique du Sud, au tripoint entre le Venezuela, le Brésil et la Guyane britannique (actuel Guyana), puis traversa la côte de la Guyane néerlandaise (actuel Suriname) et poursuivit son chemin dans l'océan Atlantique nord.
L'éclipse devint totale au large des Îles Canaries (passant sur l'île de Porto Santo), puis atteignit l'Europe au nord du Portugal (entre Aveiro et Porto), traversa le nord-ouest de l'Espagne (Galice, León, Asturies), pour repartir sur le golfe de Gascogne, puis la phase totale finit pour redevenir annulaire à l'approche des côtes françaises.
En France, elle traversa les départements français de la Vendée (côte de la commune de Talmont, La Roche-sur-Yon, Les Essarts), du Maine-et-Loire (Cholet, Beaugé), la Sarthe (Mayet, Vibraye), l'Eure-et-Loir (Luigny, au nord de Chartres, Maintenon), la Seine-et-Oise (Plaisir, Saint-Germain-en-Laye, Sartrouville), l'Oise (Senlis), l'Aisne, le Nord (Fourmies).
Puis, elle continua vers l'Europe du Nord, en passant par la Belgique à Namur, les Pays-Bas au nord de Maastricht, en Empire allemand (à Duisbourg, au sud de Münster, au sud de Schwerin), traversant ensuite la mer Baltique, pour continuer en Empire russe (actuelles Lettonie, Estonie et Russie) et finir en Sibérie centrale.

## Galerie

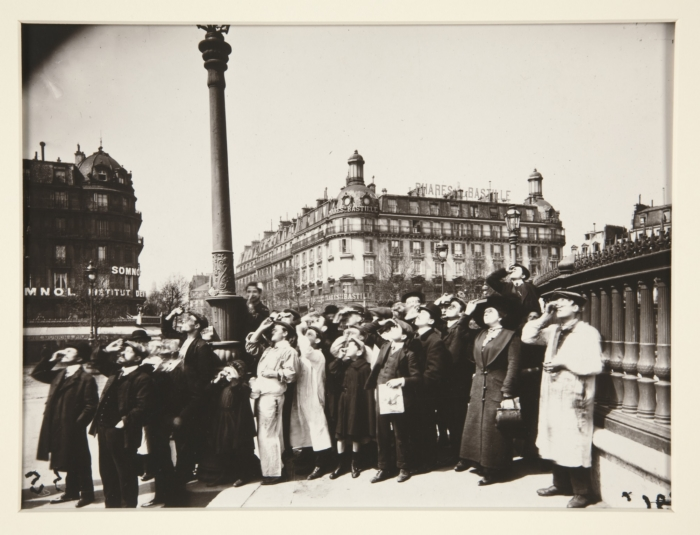
Observation de l'éclipse à Paris - Eugène Atget.
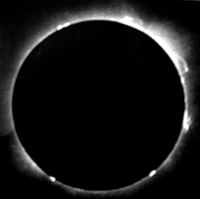
L'Observatoire de Paris avait lancé le ballon Globule pour l'éclipse hybride du 17 avril 1912, reporté par Camille Flammarion[1].
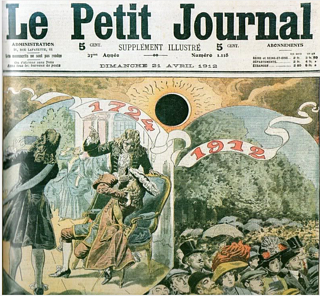
La couverture du Le Petit Journal, le 21 avril 1912, montre les observateurs de l'éclipse en 1912 avec l'éclipse solaire du 22 mai 1724, la précédente éclipse totale de Soleil visible depuis Paris[2].